# Giro d’Italia 2021
Der Giro d’Italia 2021 war die 104. Austragung der italienischen Grand Tour. Das Straßenradrennen startete am 8. Mai 2021 in Turin mit einem Einzelzeitfahren und endete am 30. Mai 2021 in Mailand ebenfalls mit einem Zeitfahren.
Gesamtsieger wurde Egan Bernal (Ineos Grenadiers). Bernal gewann die 9. Etappe und übernahm dadurch die Maglia Rosa. Außerdem gewann er die 16. Etappe und die Nachwuchswertung. Sein Team gewann die Mannschaftswertung.
Damiano Caruso (Bahrain Victorious) belegte den zweiten Gesamtrang mit 1:21 Minuten Rückstand auf Bernal. Außerdem gewann er die 20. Etappe.
Simon Yates (Team BikeExchange) folgte als Gesamtdritter mit 4:15 Minuten Rückstand. Er gewann die 19. Etappe.
Der Sieger der 10. Etappe, Peter Sagan (Bora-hansgrohe), gewann die Punktewertung.
Geoffrey Bouchard (AG2R Citroën Team) gewann die Bergwertung.
Bernals Teamkollege Filippo Ganna gewann sowohl das Auftakt- wie auch das Abschlusszeitfahren. Ebenfalls zwei Etappen gewann der Sprinter Caleb Ewan (Lotto Soudal), nämlich die 5. und die 7. Etappe.
Die Sonderpreise verteilten sich wie folgt: Dries De Bondt (Alpecin-Fenix) gewann sowohl die Zwischensprintwertung wie auch die Wertung „kämpferischster Fahrer“. Simon Pellaud (Androni Giocattoli-Sidermec) gewann die Ausreißerwertung.

## Strecke
Ursprünglich war Sizilien als Startort des Giro d’Italia 2021 vorgesehen. Nachdem der Plan, den Giro d’Italia 2020 in Ungarn beginnen zu lassen, infolge der COVID-19-Pandemie aufgegeben werden musste und der Start 2020 nach Sizilien verlegt wurde, wurde Turin 2021 als Startort bestimmt. Abschnitte der 15. Etappe fanden in Slowenien; Abschnitte der 20. Etappe in der Schweiz statt.
Die Rundfahrt lief über 21 Etappen mit ca. 3.411 Kilometern und zwei Ruhetage. Sie begann und endete jeweils mit einem flachen Einzelzeitfahren über insgesamt 38,4 Kilometer. Den Bergfahrern kamen ca. 47.000 Höhenmeter zugute. Als Königsetappe galt dabei die 16. Etappe mit ca. 5.700 Höhenmetern über den Passo Fedaia, den Passo Pordoi und den Passo di Giau nach Cortina d’Ampezzo, die allerdings aus Wettergründen gekürzt werden musste. Bergankünfte waren für die 14., 17., 19. und 20. Etappe angesetzt, wobei die 14. Etappe auf dem oft als legendär bezeichneten Monte Zoncolan endet. Eine Besonderheit war die 11. Etappe, die über 34 Kilometer Schotterstraßen führte und in Montalcino endete. Sechs Etappen galten als sprinterfreundlich.
Am 28. Mai 2021 sollte die 19. Etappe über den Monte Mottarone führen. Aufgrund des dortigen Seilbahnunfalls wurde eine Alternativroute festgelegt.
| Etappe     | Datum   | Etappenorte                      | type                 | Länge (km) | Höhenmeter (m) | Etappensieger      | Gesamtführender      |
| ---------- | ------- | -------------------------------- | -------------------- | ---------- | -------------- | ------------------ | -------------------- |
| 1. Etappe  | 8. Mai  | Turin – Turin                    | Einzelzeitfahren     | 8,6        | 50 m           | Filippo Ganna      | Filippo Ganna        |
| 2. Etappe  | 9. Mai  | Stupinigi – Novara               | Flachetappe          | 179        | 600 m          | Tim Merlier        | Filippo Ganna        |
| 3. Etappe  | 10. Mai | Biella – Canale                  | Hügelige Etappe      | 190        | 2.100 m        | Taco van der Hoorn | Filippo Ganna        |
| 4. Etappe  | 11. Mai | Piacenza – Sestola               | Mittelschwere Etappe | 187        | 1.800 m        | Joseph Dombrowski  | Alessandro De Marchi |
| 5. Etappe  | 12. Mai | Modena – Cattolica               | Flachetappe          | 177        | 200 m          | Caleb Ewan         | Alessandro De Marchi |
| 6. Etappe  | 13. Mai | Grotte di Frasassi – San Giacomo | Mittelschwere Etappe | 160        | 3.400 m        | Gino Mäder         | Attila Valter        |
| 7. Etappe  | 14. Mai | Notaresco – Termoli              | Flachetappe          | 181        | 1.500 m        | Caleb Ewan         | Attila Valter        |
| 8. Etappe  | 15. Mai | Foggia – Guardia Sanframondi     | Mittelschwere Etappe | 170        | 3.400 m        | Victor Lafay       | Attila Valter        |
| 9. Etappe  | 16. Mai | Castel di Sangro – Campo Felice  | Hochgebirgsetappe    | 158        | 3.400 m        | Egan Bernal        | Egan Bernal          |
| 10. Etappe | 17. Mai | L’Aquila – Foligno               | Flachetappe          | 139        | 1.300 m        | Peter Sagan        | Egan Bernal          |
|            | 18. Mai | Ruhetag                          | Ruhetag              |            |                |                    |                      |
| 11. Etappe | 19. Mai | Perugia – Montalcino             | Hügelige Etappe      | 162        | 2.300 m        | Mauro Schmid       | Egan Bernal          |
| 12. Etappe | 20. Mai | Siena – Bagno di Romagna         | Mittelschwere Etappe | 212        | 3.700 m        | Andrea Vendrame    | Egan Bernal          |
| 13. Etappe | 21. Mai | Ravenna – Verona                 | Flachetappe          | 198        | 200 m          | Giacomo Nizzolo    | Egan Bernal          |
| 14. Etappe | 22. Mai | Cittadella – Monte Zoncolan      | Hochgebirgsetappe    | 205        | 3.700 m        | Lorenzo Fortunato  | Egan Bernal          |
| 15. Etappe | 23. Mai | Grado – Gorizia                  | Hügelige Etappe      | 147        | 1.800 m        | Victor Campenaerts | Egan Bernal          |
| 16. Etappe | 24. Mai | Sacile – Cortina d'Ampezzo       | Hochgebirgsetappe    | 153        | 3.600 m        | Egan Bernal        | Egan Bernal          |
|            | 25. Mai | Ruhetag                          | Ruhetag              |            |                |                    |                      |
| 17. Etappe | 26. Mai | Canazei – Sega di Ala            | Hochgebirgsetappe    | 193        | 3.400 m        | Daniel Martin      | Egan Bernal          |
| 18. Etappe | 27. Mai | Rovereto – Stradella             | Flachetappe          | 231        | 600 m          | Alberto Bettiol    | Egan Bernal          |
| 19. Etappe | 28. Mai | Abbiategrasso – Alpe di Mera     | Hochgebirgsetappe    | 166        | 2.800 m        | Simon Yates        | Egan Bernal          |
| 20. Etappe | 29. Mai | Verbania – Motta di Campodolcino | Hochgebirgsetappe    | 164        | 4.200 m        | Damiano Caruso     | Egan Bernal          |
| 21. Etappe | 30. Mai | Senago – Mailand                 | Einzelzeitfahren     | 30,3       | 100 m          | Filippo Ganna      | Egan Bernal          |

## Teilnehmende Teams und Fahrer
Zum Start berechtigt und verpflichtet waren die 19 UCI WorldTeams. Als punktbestes UCI ProTeam der UCI-Weltrangliste 2020 qualifizierte sich die belgische Mannschaft Alpecin-Fenix, das die Einladung annahm. Zusätzlich vergab der Veranstalter RCS Sport drei Wildcards an die italienischen ProTeams Bardiani CSF Faizanè, Eolo-Kometa und Vini Zabù, wobei er infolge einer Ausnahmegenehmigung der Union Cycliste Internationale das Peloton von 22 Radsportteams mit 176 Fahrern auf 23 Teams mit 184 Teilnehmern erhöhen durfte. Nachdem Vini Zabù nach zwei positiven Dopingtests seinen Rückzug erklärte, erhielt Androni Giocattoli-Sidermec die letzte Wildcard.
In Abwesenheit des Vorjahressiegers Tao Geoghegan Hart (Ineos Grenadiers) wurde der Sieger der Vuelta a España 2018 Simon Yates (Team BikeExchange) als Topfavorit genannt. Als weniger aussichtsreich gelten Harts Teamkollege und Sieger der Tour de France 2019 Egan Bernal und der viermalige Grand Tour-Sieger Vincenzo Nibali (Trek-Segafredo). Daneben galten u. a. auch der Vorjahreszweite Jai Hindley (Team DSM), der Vorjahresvierte João Almeida und sein Teamkollege Remco Evenepoel (beide Deceuninck-Quick-Step), Mikel Landa (Bahrain Victorious, zuletzt Vierter der Tour de France 2020) sowie der Vierte der Tour de France 2019 Emanuel Buchmann (Bora-hansgrohe) als chancenreich für vordere Platzierungen.
| WorldTeams (19)- AG2R Citroën Team - Astana-Premier Tech - Bahrain Victorious - Bora-Hansgrohe - Cofidis - Deceuninck-Quick Step - EF Education-Nippo - Groupama-FDJ - Ineos Grenadiers - Intermarché-Wanty-Gobert Matériaux - Israel Start-Up Nation - Jumbo-Visma - Lotto Soudal - Movistar Team - Team BikeExchange - Team DSM - Qhubeka Assos - Trek-Segafredo - UAE Team Emirates ProTeams (4)- Alpecin-Fenix - Androni Giocattoli-Sidermec - Bardiani CSF Faizanè - Eolo-Kometa |
| |

## Reglement und Preisgelder
Das Rennen wurde nach dem Reglement der Union Cycliste Internationale (UCI) für Etappenrennen ausgetragen. Der Veranstalter RCS Sport legte im Einklang hiermit ein Sonderreglement fest, aus dem sich die Höhe der Preisgelder (Gesamthöhe ca. 1.500.000 Euro) und die Kriterien für die Vergabe der Sonderwertungen ergeben (die Gesamtwertung und die Mannschaftswertung ergeben sich aus dem Reglement der UCI), wie nachfolgend beschrieben.

### Etappenkategorien und Karenzzeit
Der Veranstalter teilte die Etappen in fünf Kategorien ein, die für die Karenzzeit von Bedeutung waren:
- Kategorie a: Etappen ohne besondere Schwierigkeit (2., 5., 7. und 13. Etappe) mit einer Karenzzeit zwischen 7 % bei einer Siegergeschwindigkeit unter 40 km/h und 10 % bei einer Siegergeschwindigkeit über 45 km/h,
- Kategorie b: Etappen mit geringer Schwierigkeit (10. und 18. Etappe) mit einer Karenzzeit zwischen 9 % bei einer Siegergeschwindigkeit unter 37 km/h und 11 % bei einer Siegergeschwindigkeit über 41 km/h,
- Kategorie c: Etappen mit mittlerer Schwierigkeit (3., 4., 6., 8. 12. und 15. Etappe) mit einer Karenzzeit zwischen 11 % bei einer Siegergeschwindigkeit unter 35 km/h und 13 % bei einer Siegergeschwindigkeit über 39 km/h,
- Kategorie d: Etappen mit hoher Schwierigkeit (9., 11., 14., 16., 17., 19. und 20. Etappe) mit einer Karenzzeit zwischen 16 % bei einer Siegergeschwindigkeit unter 30 km/h bei Etappen über 150 km und 22 % bei einer Siegergeschwindigkeit über 34 km/h bei Etappen unter 150 km sowie
- Kategorie e: Zeitfahren (1. und 21. Etappe) mit einer Karenzzeit von 30 % der Siegerzeit.

Die Etappenkategorien waren auch bedeutend für die Punktewertung.

### Etappen
Die ersten zwanzig Fahrer einer Etappe erhielten insgesamt 27.540 Euro Preisgelder, darunter der Etappensieger 11.010 Euro.

### Gesamtwertung
Der Führende der Gesamtwertung trug die Maglia Rosa. Die Gesamtwertung ergab sich wie stets bei internationalen Etappenrennen aus der Addition der gefahrenen Zeiten. Zusätzlich gab es bei den Etappen – außer den Zeitfahretappen – 10, 6 und 4 Sekunden Zeitbonifikation sowie auf dem zweiten Zwischensprint einer jeden Etappe (Bonussprint) 3, 2 und 1 Sekunde.
Der Gesamtsieger erhielt 265.668 Euro, der Zweite 133.412 Euro und der Dritte 68.801 Euro (jeweils aus zwei Preisgeldtöpfen). Preise wurden  bis Platz 20 der Gesamtwertung vergeben. Der Träger der Maglia Rosa erhielt 2.000 Euro täglich.

### Punktewertung
Der Führende der Punktewertung trug die Maglia Ciclamino. Für diese Wertung wurden bei den Etappenzielen und den jeweils ersten Zwischensprint eine jeden Etappe (Punktewertungssprint) Punkte abhängig von der Kategorie der Etappe nach folgendem Schema vergeben:
| Kategorie                                | 1. | 2. | 3. | 4. | 5. | 6. | 7. | 8. | 9. | 10. | 11. | 12. | 13. | 14. | 15. |
| ---------------------------------------- | -- | -- | -- | -- | -- | -- | -- | -- | -- | --- | --- | --- | --- | --- | --- |
| a und b (einfache Etappen)               | 50 | 35 | 25 | 18 | 14 | 12 | 10 | 8  | 7  | 6   | 5   | 4   | 3   | 2   | 1   |
| c (mittelschwere Etappen)                | 25 | 18 | 12 | 8  | 6  | 5  | 4  | 3  | 2  | 1   |     |     |     |     |     |
| d und e (schwere Etappen und Zeitfahren) | 15 | 12 | 9  | 7  | 6  | 5  | 4  | 3  | 2  | 1   |     |     |     |     |     |
| erster Zwischensprint einer Etappe       | 12 | 8  | 6  | 5  | 4  | 3  | 2  | 1  |    |     |     |     |     |     |     |

Der Tagessieger der Punktewertung erhielt 800 Euro und der Träger der Maglia Ciclamino 750 Euro täglich. Die fünf besten des abschließenden Klassements erhielten zwischen 10.000 und 3.000 Euro.

### Bergwertung
Der Führende in der Bergwertung trug die Maglia Azzurra. Für diese Wertung wurden bei der Überquerung kategorisierter Anstiege Punkte nach folgendem Schema vergeben:
| Kategorie  | 1. | 2. | 3. | 4. | 5. | 6. | 7. | 8. | 9. |
| ---------- | -- | -- | -- | -- | -- | -- | -- | -- | -- |
| Cima Coppi | 50 | 30 | 20 | 14 | 10 | 6  | 4  | 2  | 1  |
| 1          | 40 | 18 | 12 | 9  | 6  | 4  | 2  | 1  |    |
| 2          | 18 | 8  | 6  | 4  | 2  | 1  |    |    |    |
| 3          | 9  | 4  | 2  | 1  |    |    |    |    |    |
| 4          | 3  | 2  | 1  |    |    |    |    |    |    |

Der Tagessieger der Bergwertung erhielt 700 Euro und der Träger der Maglia Azzurra 750 Euro täglich. Die fünf besten des abschließenden Klassements erhielten insgesamt 15.000 Euro, darunter der Sieger 5.000 Euro.

### Nachwuchswertung
Für die Fahrer, die nach dem 1. Januar 1996 geboren wurden, wurde auf Basis der Gesamtwertung die Nachwuchswertung errechnet, deren Führender mit der Maglia Bianca ausgezeichnet wurde.
Der Träger der Maglia Bianca erhielt täglich 750 Euro. Die fünf besten des abschließenden Klassements erhielten zwischen 10.000 und 3.000 Euro.

### Mannschaftswertung
Die Mannschaftswertung ergab sich aus der Addition der Tageszeiten der jeweils drei besten Fahrer des Teams.
Das Tagessiegerteam erhielt 500 Euro. Die fünf besten des abschließenden Klassements erhielten zwischen 5.000 und 1.000 Euro.

### Sonderpreise
Daneben gibt es noch folgende Sonderpreise:
- Zwischensprintwertung (Traguardi Volanti): Auf jeder Etappe (außer Zeitfahren) erhielten die ersten fünf Fahrer bei den beiden Zwischensprints (Punktewertungssprint und Bonussprint) jeweils 10, 6, 3, 2, und einen Punkt. Der Sieger eines Sprints erhielt 500 Euro, der Gesamtsieger 8.000 Euro.
- Ausreißer-Wertung (Premio Fuga): Sieger wird der Fahrer, der im gesamten Rennen am längsten in Ausreißergruppen (in einer Gruppe von maximal zehn Fahrern) aktiv ist. Der Tagessieger erhielt 150 Euro, der Gesamtsieger 4.000 Euro.
- Kämpferischster Fahrer (Combattività): Bei Zielankünften, den Zwischensprints und jeder Bergwertung wurden Punkte für dieses Klassement vergeben. Die Anzahl der Punkte entsprach dabei aber nicht den für andere Wertungen dort vergebenen Punkten. Der Tagessieger erhielt 300 Euro, der Gesamtsieger 4.000 Euro.
- Fair Play-Wertung: Grundlage für diese Mannschaftswertung war ein Punktesystem, bei dem es galt, möglichst wenig Punkte zu sammeln. Beispielsweise wurde eine Geldbuße in einen Strafpunkt je 10 Schweizer Franken umgerechnet, Zeitstrafen brachten zwei Punkte je Sekunde, eine Deklassierung 100 Punkte und ein positiver Dopingtest 2.000 Punkte, Das Siegerteam erhielt 5.000 Euro.

## Etappensieger und Führungen im Rennverlauf
| Etappe         | Etappensieger      | Gesamtwertung Maglia Rosa | Punktewertung Maglia Ciclamino | Bergwertung Maglia Azzurra | Nachwuchswertung Maglia Bianca | Teamwertung        |
| -------------- | ------------------ | ------------------------- | ------------------------------ | -------------------------- | ------------------------------ | ------------------ |
| 1              | Filippo Ganna      | Filippo Ganna             | Filippo Ganna                  | nicht vergeben             | Filippo Ganna                  | Jumbo-Visma        |
| 2              | Tim Merlier        | Filippo Ganna             | Tim Merlier                    | Vincenzo Albanese          | Filippo Ganna                  | Jumbo-Visma        |
| 3              | Taco van der Hoorn | Filippo Ganna             | Tim Merlier                    | Vincenzo Albanese          | Filippo Ganna                  | Jumbo-Visma        |
| 4              | Joseph Dombrowski  | Alessandro De Marchi      | Tim Merlier                    | Joseph Dombrowski          | Attila Valter (1)              | Bahrain Victorious |
| 5              | Caleb Ewan         | Alessandro De Marchi      | Giacomo Nizzolo                | Joseph Dombrowski          | Attila Valter (1)              | Bahrain Victorious |
| 6              | Gino Mäder         | Attila Valter             | Giacomo Nizzolo                | Gino Mäder                 | Attila Valter (1)              | Bahrain Victorious |
| 7              | Caleb Ewan         | Attila Valter             | Caleb Ewan                     | Gino Mäder                 | Attila Valter (1)              | Bahrain Victorious |
| 8              | Victor Lafay       | Attila Valter             | Tim Merlier                    | Gino Mäder                 | Attila Valter (1)              | Ineos Grenadiers   |
| 9              | Egan Bernal        | Egan Bernal               | Tim Merlier                    | Geoffrey Bouchard          | Egan Bernal (2)                | Ineos Grenadiers   |
| 10             | Peter Sagan        | Egan Bernal               | Peter Sagan                    | Geoffrey Bouchard          | Egan Bernal (2)                | Ineos Grenadiers   |
| 11             | Mauro Schmid       | Egan Bernal               | Peter Sagan                    | Geoffrey Bouchard          | Egan Bernal (2)                | Ineos Grenadiers   |
| 12             | Andrea Vendrame    | Egan Bernal               | Peter Sagan                    | Geoffrey Bouchard          | Egan Bernal (2)                | Ineos Grenadiers   |
| 13             | Giacomo Nizzolo    | Egan Bernal               | Peter Sagan                    | Geoffrey Bouchard          | Egan Bernal (2)                | Ineos Grenadiers   |
| 14             | Lorenzo Fortunato  | Egan Bernal               | Peter Sagan                    | Geoffrey Bouchard          | Egan Bernal (2)                | Ineos Grenadiers   |
| 15             | Victor Campenaerts | Egan Bernal               | Peter Sagan                    | Geoffrey Bouchard          | Egan Bernal (2)                | Trek-Segafredo     |
| 16             | Egan Bernal        | Egan Bernal               | Peter Sagan                    | Geoffrey Bouchard          | Egan Bernal (2)                | Trek-Segafredo     |
| 17             | Daniel Martin      | Egan Bernal               | Peter Sagan                    | Geoffrey Bouchard          | Egan Bernal (2)                | Ineos Grenadiers   |
| 18             | Alberto Bettiol    | Egan Bernal               | Peter Sagan                    | Geoffrey Bouchard          | Egan Bernal (2)                | Team DSM           |
| 19             | Simon Yates        | Egan Bernal               | Peter Sagan                    | Geoffrey Bouchard          | Egan Bernal (2)                | Ineos Grenadiers   |
| 20             | Damiano Caruso     | Egan Bernal               | Peter Sagan                    | Geoffrey Bouchard          | Egan Bernal (2)                | Ineos Grenadiers   |
| 21             | Filippo Ganna      | Egan Bernal               | Peter Sagan                    | Geoffrey Bouchard          | Egan Bernal (2)                | Ineos Grenadiers   |
| Wertungssieger | Wertungssieger     | Egan Bernal               | Peter Sagan                    | Geoffrey Bouchard          | Egan Bernal                    | Ineos Grenadiers   |

## Endstände

### Gesamtwertung
| \| Gesamtwertung \| Gesamtwertung \| Gesamtwertung \| Gesamtwertung \| Gesamtwertung \| \| Fahrer \| Fahrer \| Land \| Team \| Zeit \| \| ------------- \| ---------------------- \| ---------------------- \| ---------------------- \| ----------------- \| \| 1. \| Egan Bernal \| Kolumbien \| Ineos Grenadiers \| 86 h 17 min 28 s \| \| 2. \| Damiano Caruso \| Italien \| Bahrain Victorious \| + 1 min 29 s \| \| 3. \| Simon Yates \| Vereinigtes Königreich \| BikeExchange \| + 4 min 15 s \| \| 4. \| Alexander Wlassow \| Russland \| Astana-Premier Tech \| + 6 min 40 s \| \| 5. \| Daniel Felipe Martínez \| Kolumbien \| Ineos Grenadiers \| + 7 min 24 s \| \| 6. \| João Almeida \| Portugal \| Deceuninck-Quick Step \| + 7 min 24 s \| \| 7. \| Romain Bardet \| Frankreich \| Team DSM \| + 8 min 05 s \| \| 8. \| Hugh Carthy \| Vereinigtes Königreich \| EF Education-Nippo \| + 8 min 56 s \| \| 9. \| Tobias Foss \| Norwegen \| Jumbo-Visma \| + 11 min 44 s \| \| 10. \| Daniel Martin \| Irland \| Israel Start-Up Nation \| + 18 min 35 s \| \| 11. \| George Bennett \| Neuseeland \| Jumbo-Visma \| + 25 min 35 s \| \| 12. \| Koen Bouwman \| Niederlande \| Jumbo-Visma \| + 30 min 56 s \| \| 13. \| Pello Bilbao \| Spanien \| Bahrain Victorious \| + 37 min 58 s \| \| 14. \| Attila Valter \| Ungarn \| Groupama-FDJ \| + 45 min 30 s \| \| 15. \| Davide Formolo \| Italien \| UAE Team Emirates \| + 47 min 21 s \| \| 16. \| Lorenzo Fortunato \| Italien \| Eolo-Kometa \| + 47 min 31 s \| \| 17. \| Diego Ulissi \| Italien \| UAE Team Emirates \| + 56 min 31 s \| \| 18. \| Vincenzo Nibali \| Italien \| Trek-Segafredo \| + 1 h 03 min 59 s \| \| 19. \| Gorka Izagirre \| Spanien \| Astana-Premier Tech \| + 1 h 04 min 12 s \| \| 20. \| Louis Vervaeke \| Belgien \| Alpecin-Fenix \| + 1 h 05 min 09 s \| |                        |                        |                        |                   |
| |                        |                        |                        |                   |
| Quelle: ProCyclingStats |                        |                        |                        |                   |
| Gesamtwertung |                        |                        |                        |                   |
| Fahrer | Fahrer                 | Land                   | Team                   | Zeit              |
| 1. | Egan Bernal            | Kolumbien              | Ineos Grenadiers       | 86 h 17 min 28 s  |
| 2. | Damiano Caruso         | Italien                | Bahrain Victorious     | + 1 min 29 s      |
| 3. | Simon Yates            | Vereinigtes Königreich | BikeExchange           | + 4 min 15 s      |
| 4. | Alexander Wlassow      | Russland               | Astana-Premier Tech    | + 6 min 40 s      |
| 5. | Daniel Felipe Martínez | Kolumbien              | Ineos Grenadiers       | + 7 min 24 s      |
| 6. | João Almeida           | Portugal               | Deceuninck-Quick Step  | + 7 min 24 s      |
| 7. | Romain Bardet          | Frankreich             | Team DSM               | + 8 min 05 s      |
| 8. | Hugh Carthy            | Vereinigtes Königreich | EF Education-Nippo     | + 8 min 56 s      |
| 9. | Tobias Foss            | Norwegen               | Jumbo-Visma            | + 11 min 44 s     |
| 10. | Daniel Martin          | Irland                 | Israel Start-Up Nation | + 18 min 35 s     |
| 11. | George Bennett         | Neuseeland             | Jumbo-Visma            | + 25 min 35 s     |
| 12. | Koen Bouwman           | Niederlande            | Jumbo-Visma            | + 30 min 56 s     |
| 13. | Pello Bilbao           | Spanien                | Bahrain Victorious     | + 37 min 58 s     |
| 14. | Attila Valter          | Ungarn                 | Groupama-FDJ           | + 45 min 30 s     |
| 15. | Davide Formolo         | Italien                | UAE Team Emirates      | + 47 min 21 s     |
| 16. | Lorenzo Fortunato      | Italien                | Eolo-Kometa            | + 47 min 31 s     |
| 17. | Diego Ulissi           | Italien                | UAE Team Emirates      | + 56 min 31 s     |
| 18. | Vincenzo Nibali        | Italien                | Trek-Segafredo         | + 1 h 03 min 59 s |
| 19. | Gorka Izagirre         | Spanien                | Astana-Premier Tech    | + 1 h 04 min 12 s |
| 20. | Louis Vervaeke         | Belgien                | Alpecin-Fenix          | + 1 h 05 min 09 s |

### Punktewertung
| Punktewertung | Punktewertung    | Punktewertung | Punktewertung                      | Punktewertung |
| Fahrer        | Fahrer           | Land          | Team                               | Punkte        |
| ------------- | ---------------- | ------------- | ---------------------------------- | ------------- |
| 1.            | Peter Sagan      | Slowakei      | Bora-Hansgrohe                     | 136 P.        |
| 2.            | Davide Cimolai   | Italien       | Israel Start-Up Nation             | 118 P.        |
| 3.            | Fernando Gaviria | Kolumbien     | UAE Team Emirates                  | 116 P.        |
| 4.            | Elia Viviani     | Italien       | Cofidis                            | 86 P.         |
| 5.            | Egan Bernal      | Kolumbien     | Ineos Grenadiers                   | 80 P.         |
| 6.            | Dries De Bondt   | Belgien       | Alpecin-Fenix                      | 71 P.         |
| 7.            | Andrea Pasqualon | Italien       | Intermarché-Wanty-Gobert Matériaux | 61 P.         |
| 8.            | Simone Consonni  | Italien       | Cofidis                            | 60 P.         |
| 9.            | Edoardo Affini   | Italien       | Jumbo-Visma                        | 59 P.         |
| 10.           | Alberto Bettiol  | Italien       | EF Education-Nippo                 | 57 P.         |

### Bergwertung
| Bergwertung | Bergwertung       | Bergwertung            | Bergwertung            | Bergwertung |
| Fahrer      | Fahrer            | Land                   | Team                   | Punkte      |
| ----------- | ----------------- | ---------------------- | ---------------------- | ----------- |
| 1.          | Geoffrey Bouchard | Frankreich             | AG2R Citroën Team      | 184 P.      |
| 2.          | Egan Bernal       | Kolumbien              | Ineos Grenadiers       | 140 P.      |
| 3.          | Damiano Caruso    | Italien                | Bahrain Victorious     | 99 P.       |
| 4.          | Daniel Martin     | Irland                 | Israel Start-Up Nation | 83 P.       |
| 5.          | Simon Yates       | Vereinigtes Königreich | BikeExchange           | 61 P.       |
| 6.          | João Almeida      | Portugal               | Deceuninck-Quick Step  | 54 P.       |
| 7.          | Bauke Mollema     | Niederlande            | Trek-Segafredo         | 53 P.       |
| 8.          | Lorenzo Fortunato | Italien                | Eolo-Kometa            | 52 P.       |
| 9.          | Romain Bardet     | Frankreich             | Team DSM               | 49 P.       |
| 10.         | Michael Storer    | Australien             | Team DSM               | 46 P.       |

### Nachwuchswertung
| Nachwuchswertung | Nachwuchswertung       | Nachwuchswertung | Nachwuchswertung      | Nachwuchswertung  |
| Fahrer           | Fahrer                 | Land             | Team                  | Zeit              |
| ---------------- | ---------------------- | ---------------- | --------------------- | ----------------- |
| 1.               | Egan Bernal            | Kolumbien        | Ineos Grenadiers      | 86 h 17 min 28 s  |
| 2.               | Alexander Wlassow      | Russland         | Astana-Premier Tech   | + 6 min 40 s      |
| 3.               | Daniel Felipe Martínez | Kolumbien        | Ineos Grenadiers      | + 7 min 24 s      |
| 4.               | João Almeida           | Portugal         | Deceuninck-Quick Step | + 7 min 24 s      |
| 5.               | Tobias Foss            | Norwegen         | Jumbo-Visma           | + 11 min 44 s     |
| 6.               | Attila Valter          | Ungarn           | Groupama-FDJ          | + 45 min 30 s     |
| 7.               | Lorenzo Fortunato      | Italien          | Eolo-Kometa           | + 47 min 31 s     |
| 8.               | Michael Storer         | Australien       | Team DSM              | + 1 h 49 min 05 s |
| 9.               | Harold Tejada          | Kolumbien        | Astana-Premier Tech   | + 2 h 01 min 12 s |
| 10.              | Alessandro Covi        | Italien          | UAE Team Emirates     | + 2 h 03 min 30 s |

### Mannschaftswertung
| Mannschaftswertung | Mannschaftswertung    | Mannschaftswertung           | Mannschaftswertung |
| Team               | Team                  | Land                         | Zeit               |
| ------------------ | --------------------- | ---------------------------- | ------------------ |
| 1.                 | Ineos Grenadiers      | Vereinigtes Königreich       | 259 h 30 min 31 s  |
| 2.                 | Jumbo-Visma           | Niederlande                  | + 26 min 52 s      |
| 3.                 | Team DSM              | Deutschland                  | + 29 min 09 s      |
| 4.                 | Astana-Premier Tech   | Kasachstan                   | + 33 min 05 s      |
| 5.                 | Team BikeExchange     | Australien                   | + 1 h 15 min 12 s  |
| 6.                 | Trek-Segafredo        | Vereinigte Staaten           | + 1 h 27 min 09 s  |
| 7.                 | Movistar Team         | Spanien                      | + 1 h 28 min 18 s  |
| 8.                 | Deceuninck-Quick Step | Belgien                      | + 1 h 37 min 51 s  |
| 9.                 | Bahrain Victorious    | Bahrain                      | + 1 h 51 min 05 s  |
| 10.                | UAE Team Emirates     | Vereinigte Arabische Emirate | + 1 h 54 min 04 s  |